# Aškenaška sinagoga u Sarajevu
Aškenaška sinagoga je sinagoga u Sarajevu i treća po veličini u Europi. Izgrađena je 1902. godine. Oblik sinagoge je izgrađen s kutnim kupolama na visokim tamburima, a presvučen je plitkom pseudomaurskom dekorativnom plastikom. 
Nalazi se nedaleko od Latinske ćuprije i Drvenije, na lijevoj obali Miljacke. Izgrađena je po projektu Karla Paržika. U posljednjem ratu 1992./1995. teško je stradala.